# Friedel Tietze

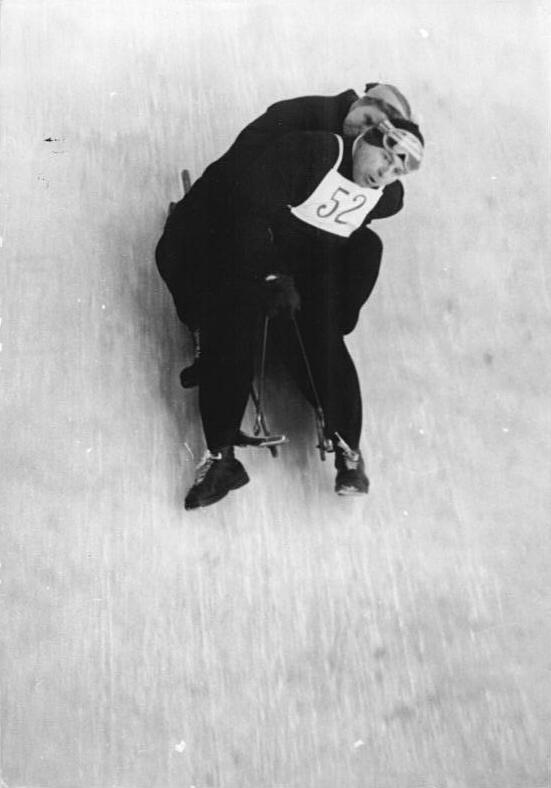
Kinzel-Titze (hinten) mit Walter Feist im gemischten Doppel bei den DDR-Meisterschaften 1954 auf der Wadsberg-Bobbahn

Friedel Tietze, später Friedel Kinzel-Titze (* nach 1908; † nach 1953) war eine deutsche Rennrodelsportlerin.
Friedel Tietze war die jüngere Schwester von Martin Tietze, dem erfolgreichsten Rennrodler der 1930er Jahre. Sie stand ihrem Bruder kaum nach und wurde 1938 und 1939 Europameisterin der Frauen. Von 1937 bis 1940 war sie viermal in Folge Deutsche Meisterin. Nach dem Zweiten Weltkrieg musste sie ihre Heimat Brückenberg im Riesengebirge verlassen und siedelte sich in der DDR an. Dort startete sie für den SV Eintracht Bautzen und holte 1952 – nun verheiratet –  unter dem Namen Friedel Kienzel-Tietze den Titel bei den DDR-Meisterschaften. 1953 wurde sie noch einmal Dritte bei den Einsitzern sowie beim Wettbewerb für Frauendoppelsitzer.